# Улм
Улм град је у немачкој савезној држави Баден-Виртемберг. Центар је истоименог градског округа и округа Алб-Дунав. Поседује регионалну шифру (AGS) 8421000. Улм је познат као родно место Алберта Ајнштајна, и по својој готичкој катедрали која има највиши торањ у свету висок 161,53 m.
Основан око 850. године, Улм је богат историјом и традицијом као некадашњи слободни царски град (немачки: фреие Реицхсстадт). Суседни град Ној-Улм у Баварској био је део Улма до 1810. године.
Данас је Улм економско средиште због разноликих индустрија и седиште је Универзитета у Улму. На међународном плану, град је првенствено познат по томе што има цркву са највишим звоником на свету од 161,53 m (530,0 ft), готску катедралу (Улм Минстер, немачки: Улмер Мунстер) и као родно место Алберта Ајнштајна.

## Географија
Град се налази на надморској висини од 459–646 m. Површина општине износи 118,7 km². Кроз Улм протиче река Дунав. Са друге стране реке се налази град Нови Улм (Neu-Ulm), знатно мањи од Улма, и раније је био део њега (око 50.000 становника). Нови Улм је део Баварске.
Осим Дунава на југу, град је окружен шумама и брдима која се уздижу на надморске висине преко 620 метара, од којих су неки део Швапске албе. Јужно од Дунава, равнице и брда коначно се завршавају на северном ободу Алпа, који су приближно 100 km (62 mi) од Улма и видљиви су из града по ведрим данима.
Град Улм се налази у северном делу северноалпског слива Фореланд, где слив достиже швапску Албу. Туритела плоче од Ермингена ("Erminger Turritellenplatte") је познато палеонтолошко налазиште бурдигалијског доба.

## Становништво
У самом граду је, према попису из 2011. године, живјело 116.761 становника. Просјечна густина становништва износи 994 становника/km².

## Историја
Најстарије следиво насеље на подручју Улма започело је у раном неолиту, око 5000. п. Насеља овог доба идентификована су у селима Егинген и Лер, данас градским окрузима. У самом градском подручју Улма, најстарији налаз потиче из касног неолита. Најранији писани помен Улма датира се 22. јула 854. наше ере, када је краљ Луј Немац потписао документ у краљевој палати „Хулма“ у војводству Швапска. Фридрих Барбароса је 1181. године град прогласио царским градом (немачки: Рајхсштат).
Улм се први пут спомиње 854. године, а Фридрих Барбароса га проглашава слободним царским градом 1181. У Улму је 1326. склопљен споразум по коме Фридрих I Хабзбург управља Немачком, а Лудвиг Баварски постаје цар Светога римскога царства. Град доживљава процват у петнаестом и шеснаестом веку, махом захваљујући извозу текстила. Ови векови такође представљају „зенит“ уметности у Улму, посебно за сликаре и вајаре. Током и након Тридесетогодишњега рата град је назадовао.
Од 1803. више нема статус „слободног царскога града“ и припаја се Баварској. Године 1810. Улм улази у састав Краљевства Виртемберг. Наполеон је 1805. у великој бици код Улма победио и уништио целу аустријску армију.

## Партнерски градови
- Хинотега
- Линц